# Vaux-en-Dieulet
 Vaux-en-Dieulet  es una población y comuna francesa, en la región de Champaña-Ardenas, departamento de Ardenas, en el distrito de Vouziers y cantón de Buzancy.
Está integrada en la Communauté de communes de l'Argonne Ardennaise.

## Demografía
| 332 | 358 | 361 | 395 | 393 | 394 | 398 | 430 | lac. | lac. | 398 | 361 | 357 | 344 | 307 | 286 | 275 | 286 | 256 | 217 | 151 | 147 | 149 | 152 | 112 | 131 | 113 | 109 | 96 | 76 | 68 | 69 | 73 | 70 |
| Para los censos de 1962 a 1999 la población legal corresponde a la población sin duplicidades (Fuente: INSEE [Consultar]) |     |     |     |     |     |     |     |      |      |     |     |     |     |     |     |     |     |     |     |     |     |     |     |     |     |     |     |    |    |    |    |    |    |